# 阿达韦斯卡
阿达韦斯卡，是西班牙阿拉贡自治区韦斯卡省的一个市镇。总面积53平方公里，总人口159人（2001年），人口密度3人/平方公里。